# Cala (Spagna)
Cala è un comune spagnolo di 1 387 abitanti situato nella comunità autonoma dell'Andalusia.

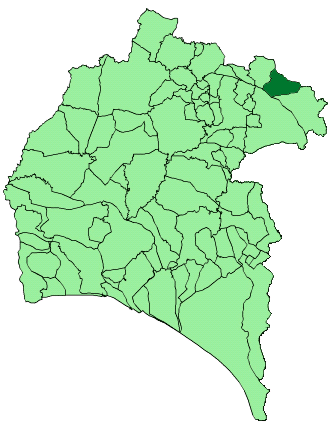
Mappa del comune nella provincia